# Rajab Hamza
Tajab Hamza Kassim (16 ottobre 1986) è un calciatore tanzaniano naturalizzato qatariota, di ruolo portiere, attualmente svincolato.

## Carriera

### Club
Ha sempre giocato nel campionato qatariota.

### Nazionale
Con la maglia della Nazionale ha preso parte a 6 incontri, venendo anche convocato per la Coppa d'Asia 2007.